# Викисклад
Викискла́д (англ. Wikimedia Commons) — общее централизованное виртуальное хранилище для изображений, звукозаписей, видеороликов и других мультимедийных файлов, включаемых в страницы проектов Фонда Викимедиа, которые можно свободно распространять, изменять и использовать в любых (включая коммерческие) целях, в том числе и за пределами проектов Викимедиа.

## Статистика и правила
По состоянию на ноябрь 2023 года, Викисклад содержит более 100 миллионов файлов и постоянно пополняется.

## Лицензирование
Викисклад принимает только свободные материалы (находящиеся в общественном достоянии или опубликованные на условиях одной из допустимых лицензий), то есть такие изображения и другие медиафайлы, на которые не распространяются никакие ограничения авторского права, препятствующие их свободному использованию. Однако использование таких материалов всё же может быть ограничено по причинам, не связанным с авторским правом (см. Commons:Ограничения, не связанные с авторским правом); сама свободная лицензия также может содержать некоторые специальные требования. Щёлкнув по изображению, можно перейти на специальную страницу с дополнительной информацией о загруженном файле. Там содержится информация от загрузившего файл пользователя, включающая следующие данные: текущая лицензия, владелец авторских прав, а также условия лицензирования. Подробнее об этом написано в разделе Commons:Лицензирование. В отличие от большинства языковых и проектных разделов Викимедиа, не допускаются файлы, распространяемые на условиях добросовестного использования (англ. fair use). Поэтому также проект несовместим с несвободой панорамы в некоторых странах (в которых ограничения и запреты приняты законодательно).

## Партнёрство
Викисклад сотрудничает с музеями и архивами, выкладывая в свободный доступ и категоризируя материалы, которые ему предоставляют. Наиболее часто изображениями делятся немецкие организации, в чём активно участвует немецкое отделение Викимедиа.
Наиболее масштабные примеры сотрудничества:
- апрель 2005 — немецкий сайт Directmedia передал 10 тысяч рисунков сообществу Викисклада;
- сентябрь 2006 — началась загрузка изображений с крупнейшего швейцарского сайта со свободными изображениями — Picswiss;
- весна 2007 — Scott Foresman[англ.] отправил в Фонд Викимедиа 16 коробок с изображениями;
- декабрь 2008 — Федеральный архив Германии предоставил 80 тысяч изображений;
- март 2009 — библиотека изображений Deutsche Fotothek передала 250 тысяч работ;
- октябрь 2009 — Tropenmuseum передал 35 тысяч изображений по тематике Индонезии;
- июнь 2011 — российское агентство международной информации «РИА Новости» начало предоставлять часть своих архивных изображений на условиях лицензии Creative Commons Attribution-ShareAlike 3.0. Одно из первых изображений было загружено на Викисклад лично президентом России Дмитрием Медведевым[2];
- июль 2011 — Национальное управление архивов и документации США выделило более 100 тысяч исторических фотографий и документов из своих архивов.

## Качество
На Викискладе имеются три механизма выявления качественных работ. Первый был введён в ноябре 2004 года и называется «избранные изображения». В нём работы номинируются участниками сообщества, а другие участники голосуют за или против них. Альтернативный механизм — «качественные изображения», запущенный в июне 2006 года и по процессу номинирования схожий с «избранными изображениями». «Качественными» могут быть только работы, созданные участниками проектов Викимедиа, в то время как «избранными» могут быть и изображения из других источников, например фотографии НАСА. Третий проект оценки изображений, называемый «ценные изображения», стартовал 1 июня 2008 года с целью определить «наиболее значимые изображения своего вида». Он отличается от двух предыдущих тем, что основной упор делается не на технические характеристики качества.
Викисклад является хранилищем фотографий, принимающих участие в конкурсе Вики любит памятники.
С 2006 года на Викискладе также проводится конкурс «Изображение года». В нём участвуют все изображения, которые стали «избранными» в течение последнего года. В нём голосуют все участники проектов Викимедиа, а само голосование проходит в два тура.

## Галерея конкурса «Изображение года»

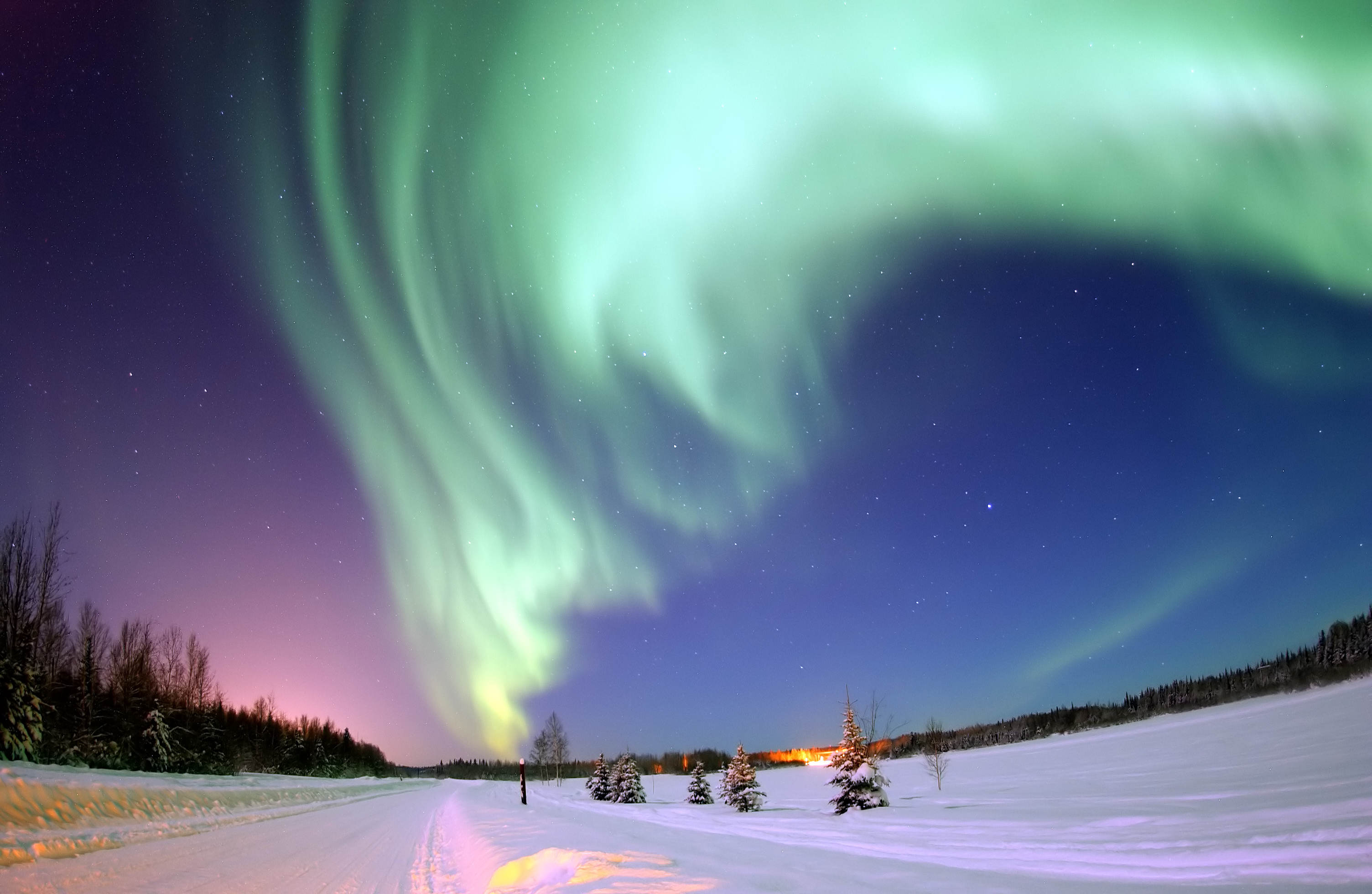
Полярное сияние над Медвежьим озером на базе ВВС США Eielson[англ.]. Аляска, США («Изображение года — 2006»)
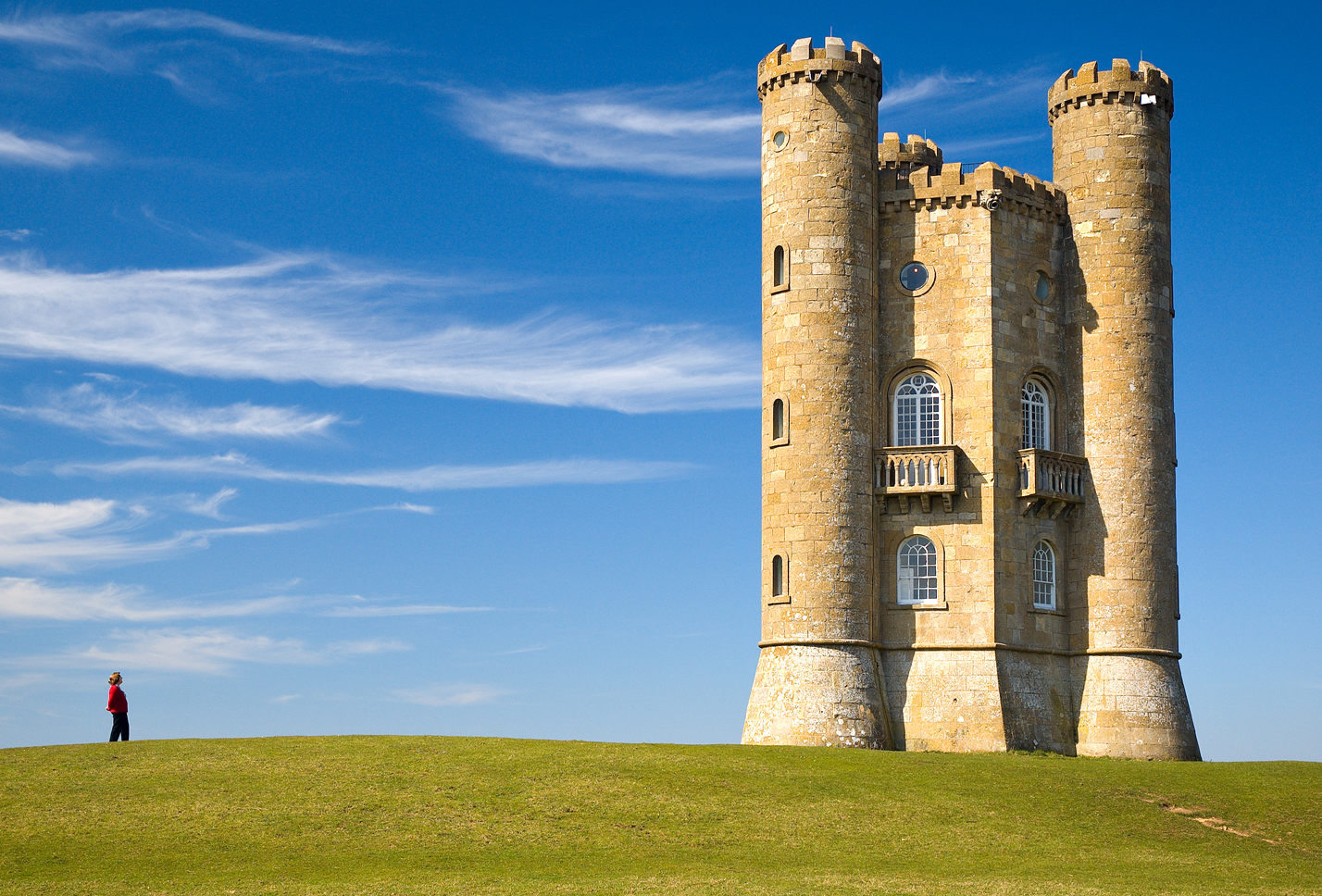
Бродвейская башня. Котсуолдс, Англия («Изображение года — 2007»)
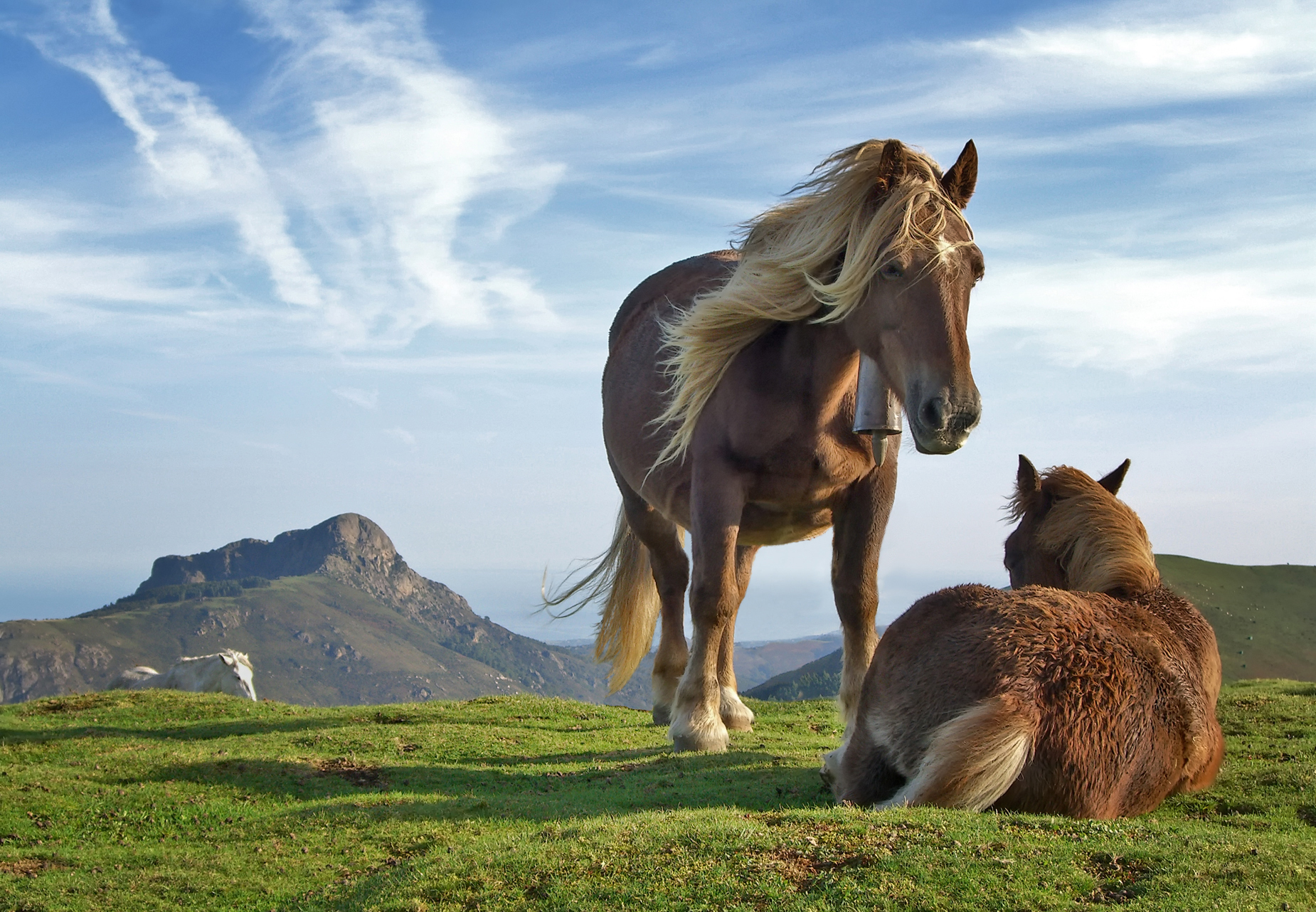
Лошади на горе Биандитц[исп.], Испания («Изображение года — 2008»)
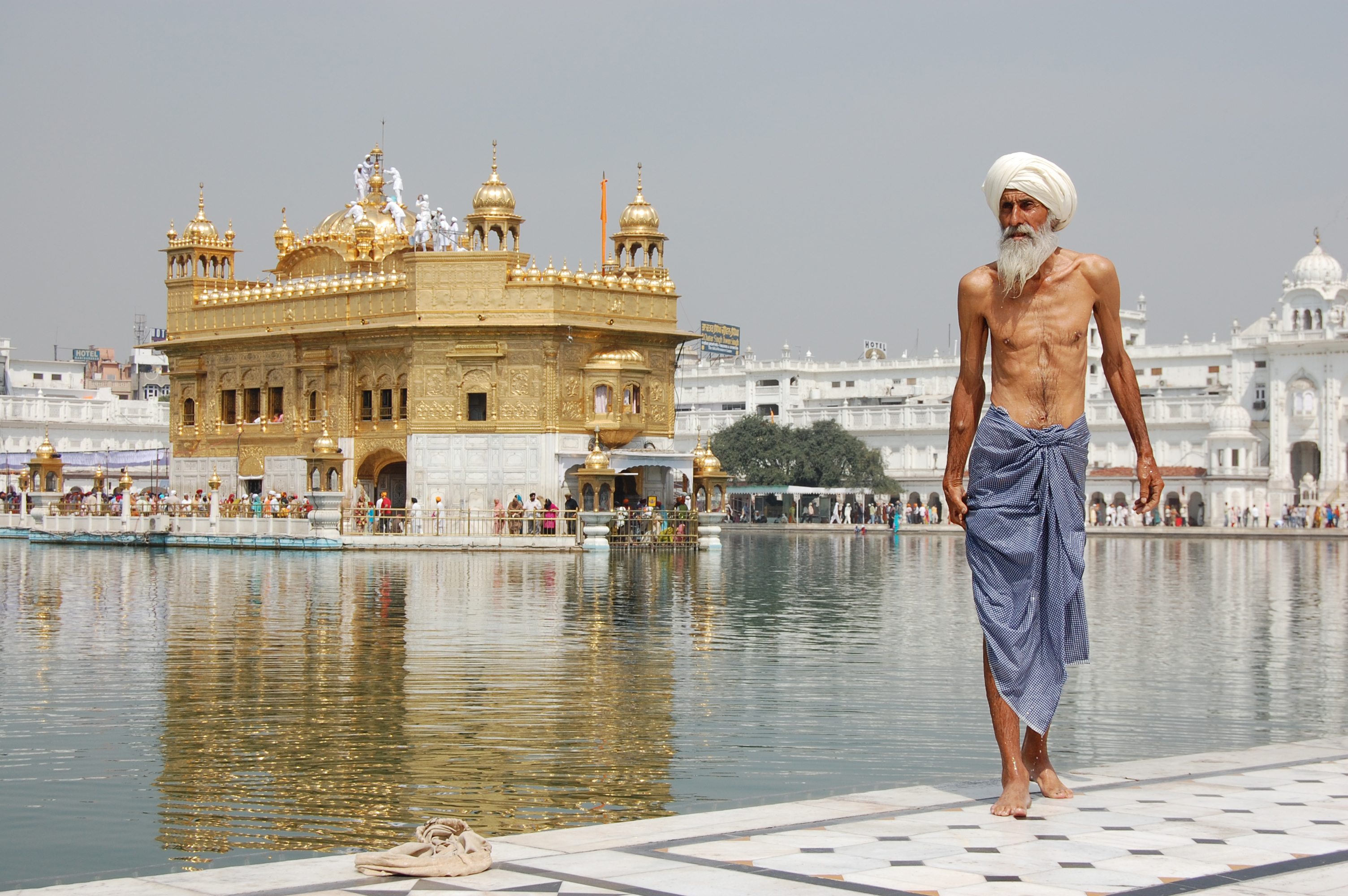
Сикхский паломник возле Хармандир-Сахиба. Амритсар, Индия («Изображение года — 2009»)
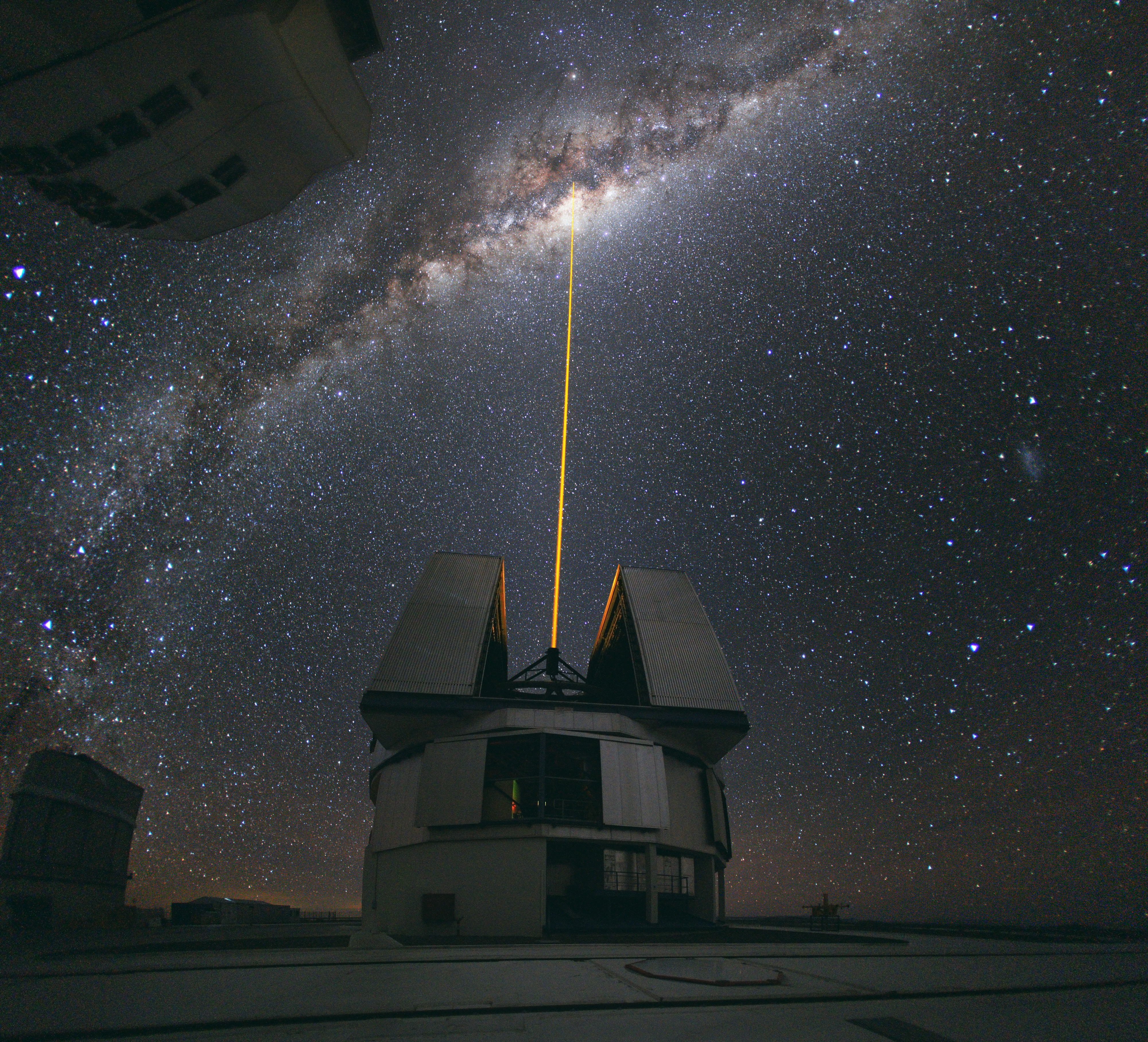
Телескоп Йепун светит лазером на Млечный Путь. Чили («Изображение года — 2010»)
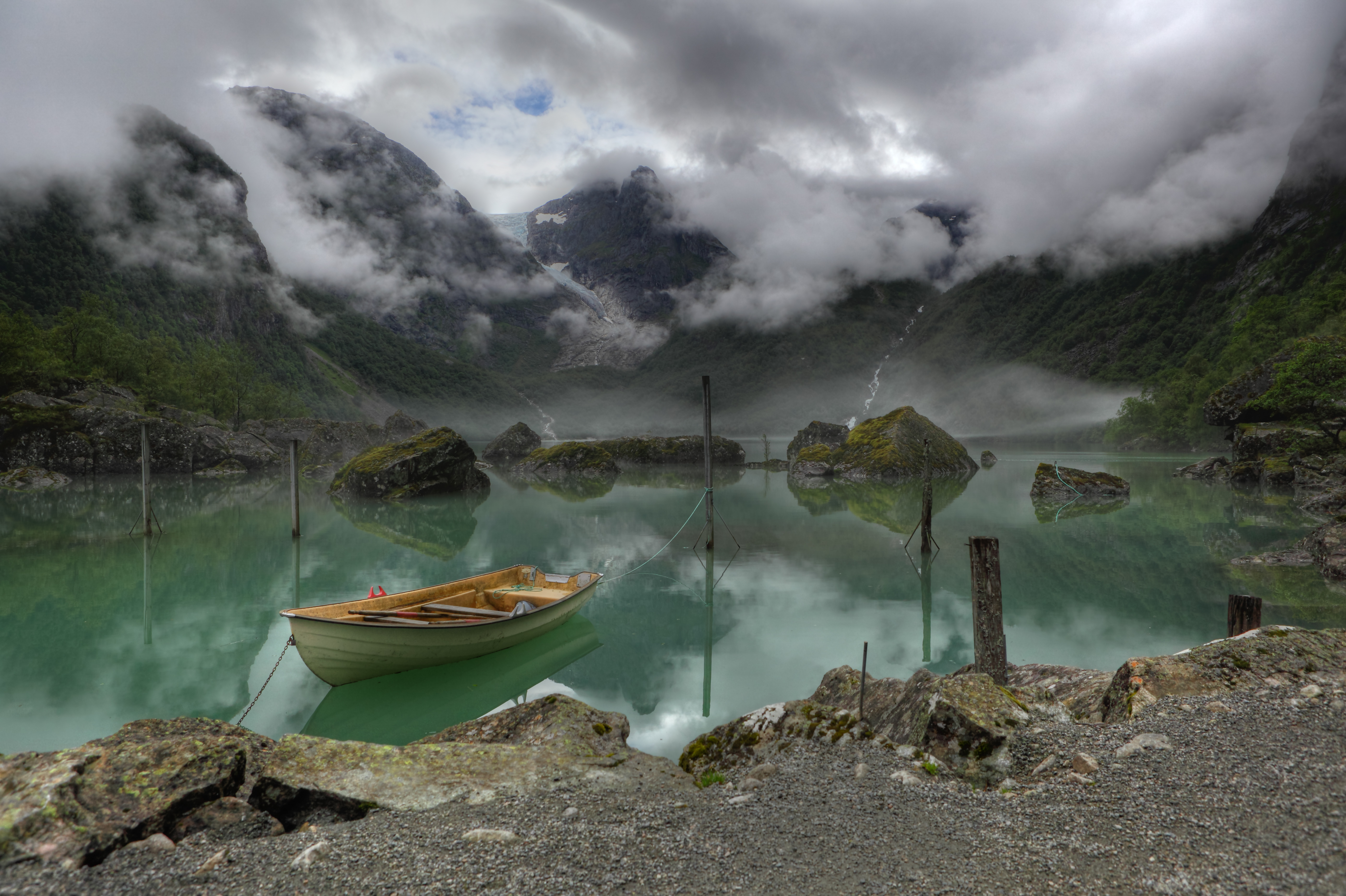
Вид на озеро Бондхус, Норвегия. На заднем плане виден ледник Бондхус[англ.] (часть ледника Фолгефонна). («Изображение года — 2011»)
Самка золотистой щурки (слева) ожидает, когда самец принесёт ей добычу («Изображение года — 2012»)
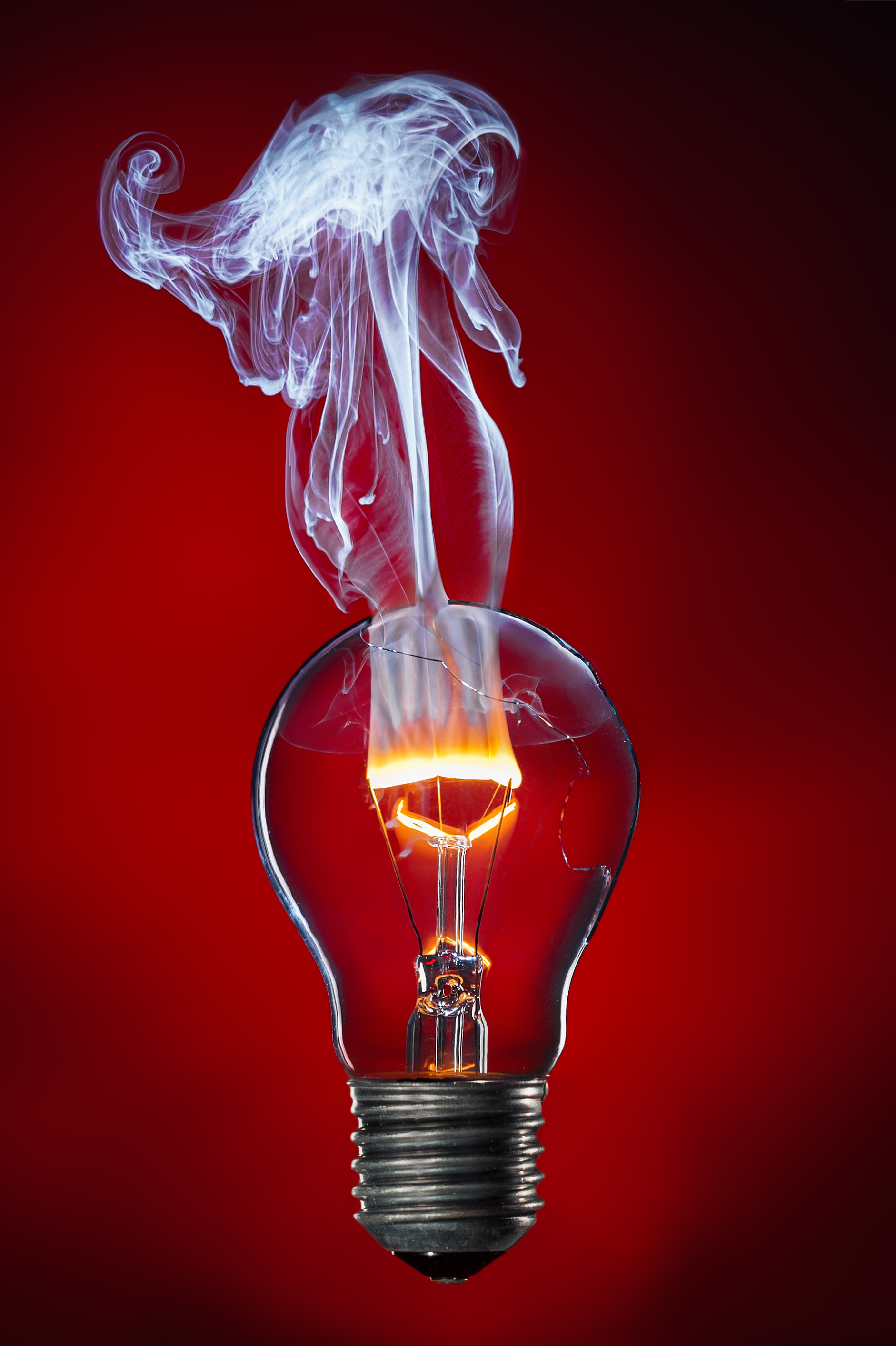
Лампочка с горящей и дымящейся вольфрамовой нитью («Изображение года — 2013»)
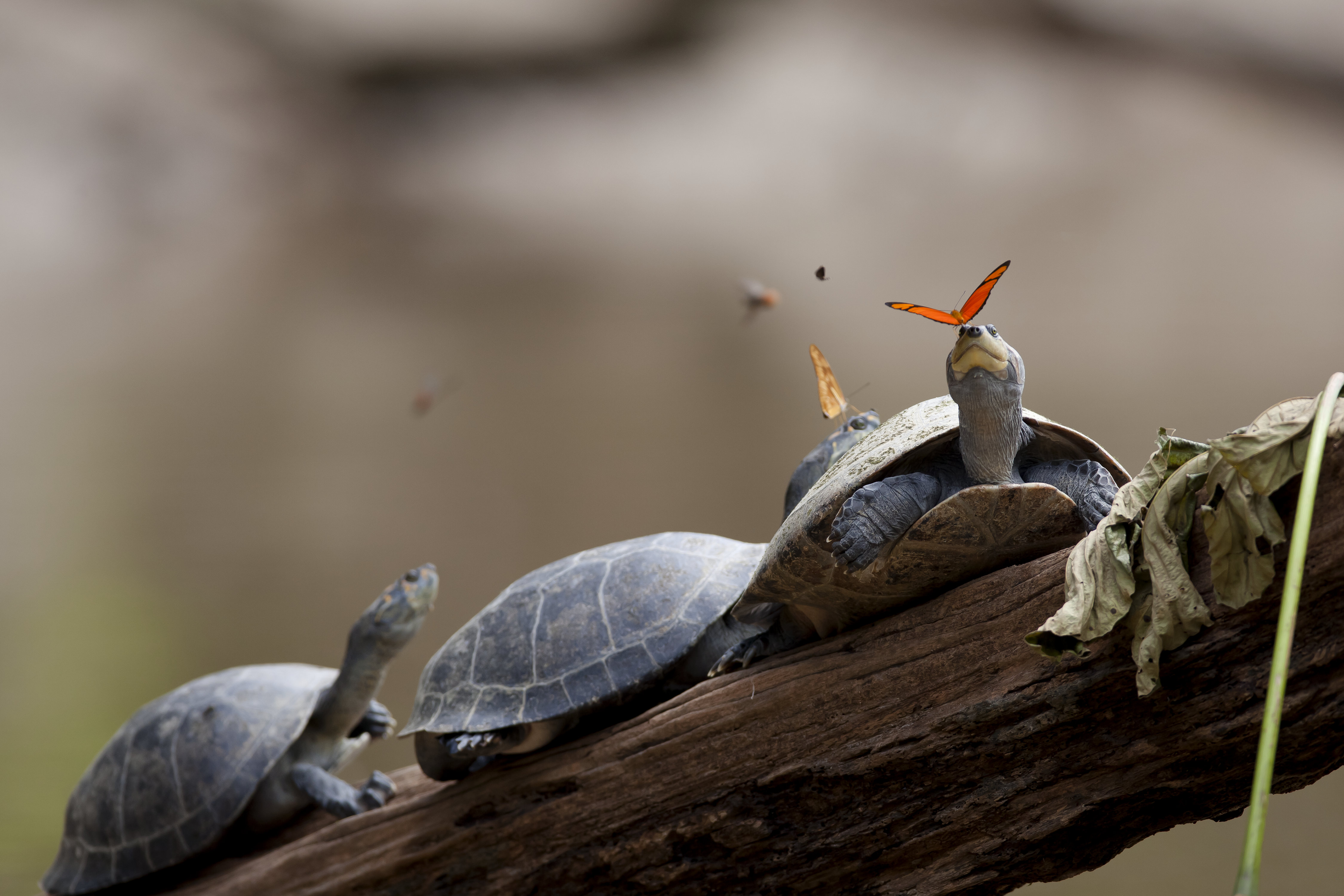
Две геликониды Юлии (Dryas iulia) пьют слёзы черепах в Эквадоре («Изображение года — 2014»)
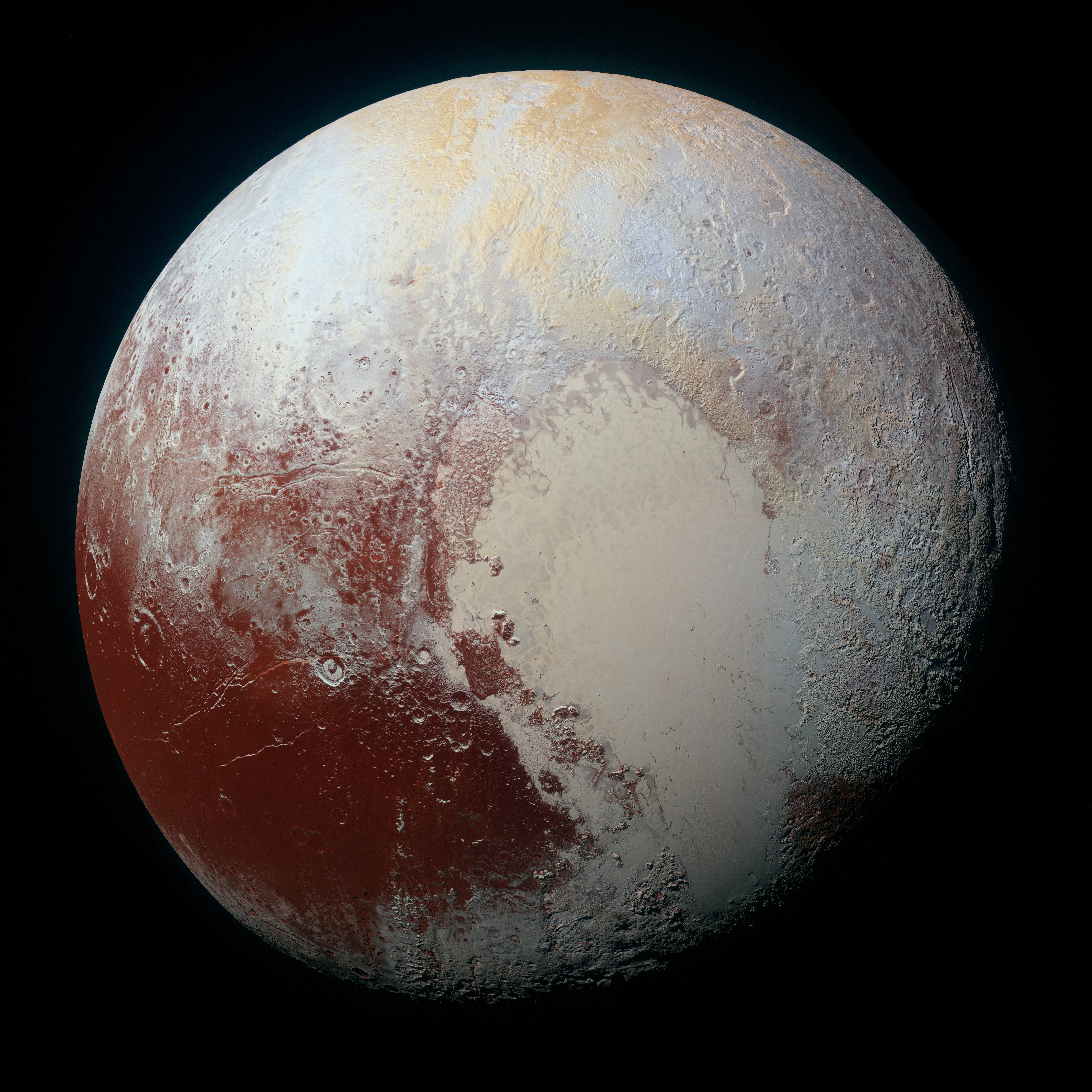
Фотография Плутона, сделанная зондом NASA «Новые горизонты» («Изображение года — 2015»)
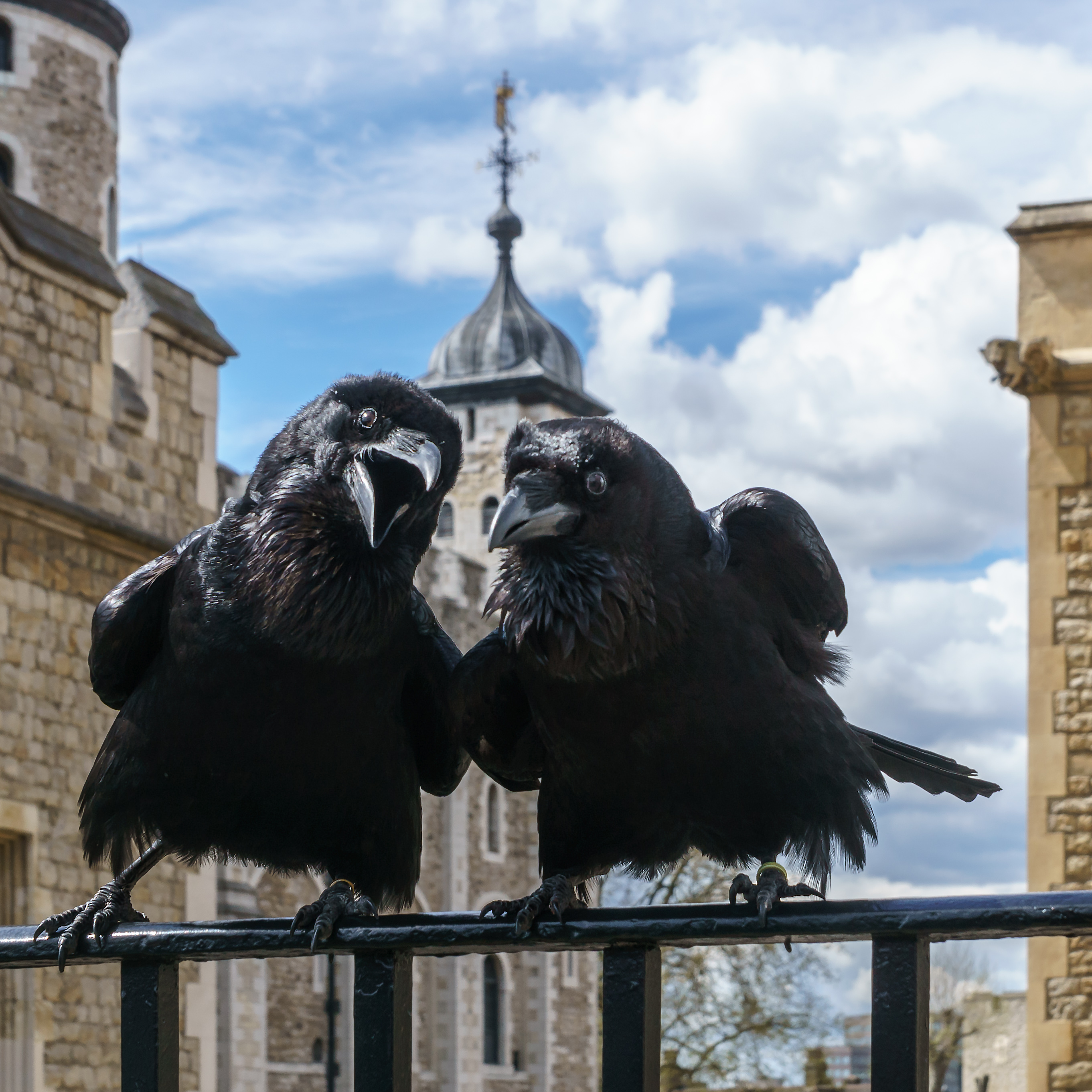
Джубили и Мунин, два Тауэрских ворона из лондонской королевской крепости Тауэр («Изображение года — 2016»)
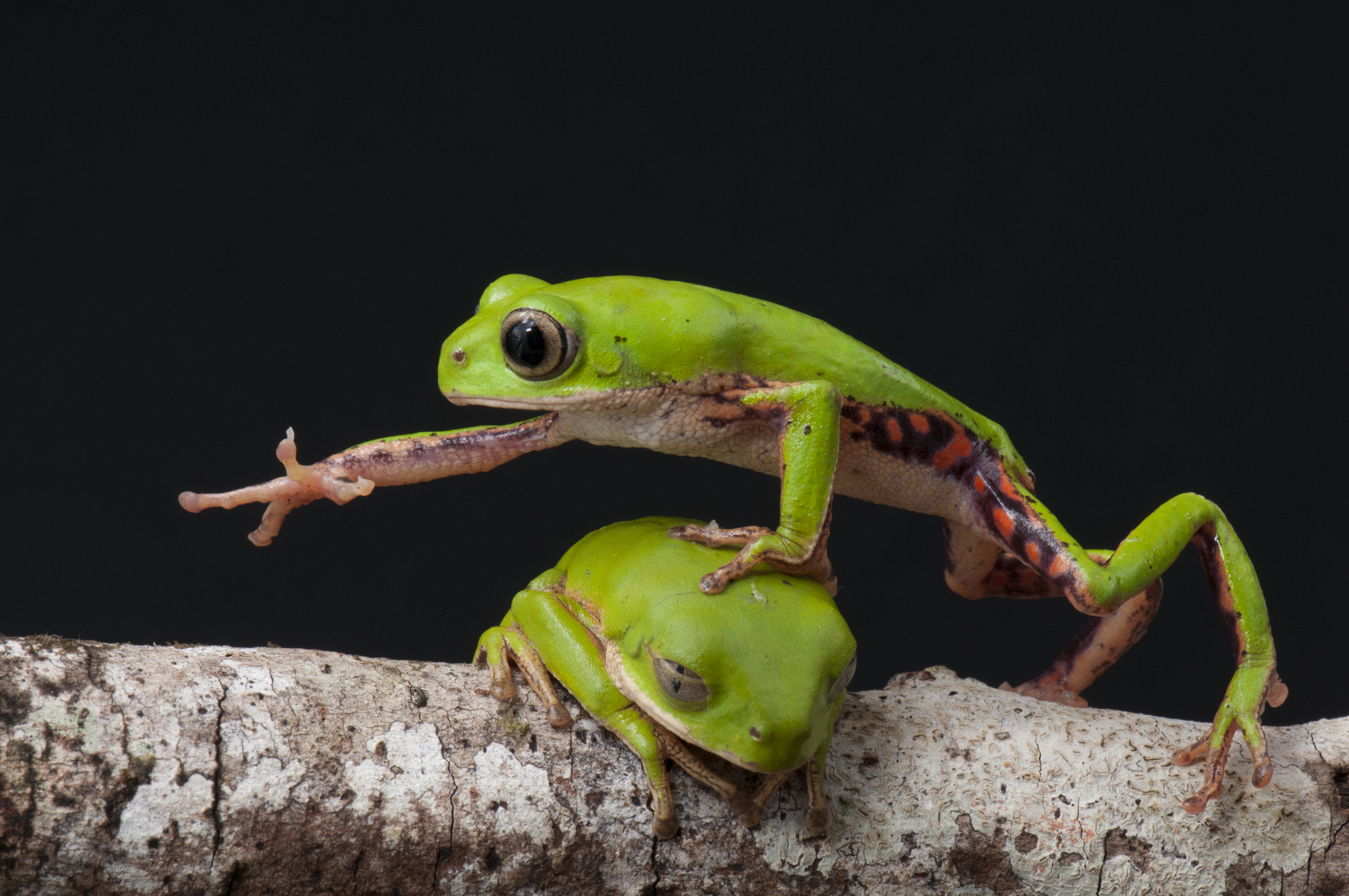
Два самца Pithecopus rohdei[англ.] соперничают на ветке в Бразильском атлантическом лесу, в заповеднике Микеллин («Изображение года — 2017»)
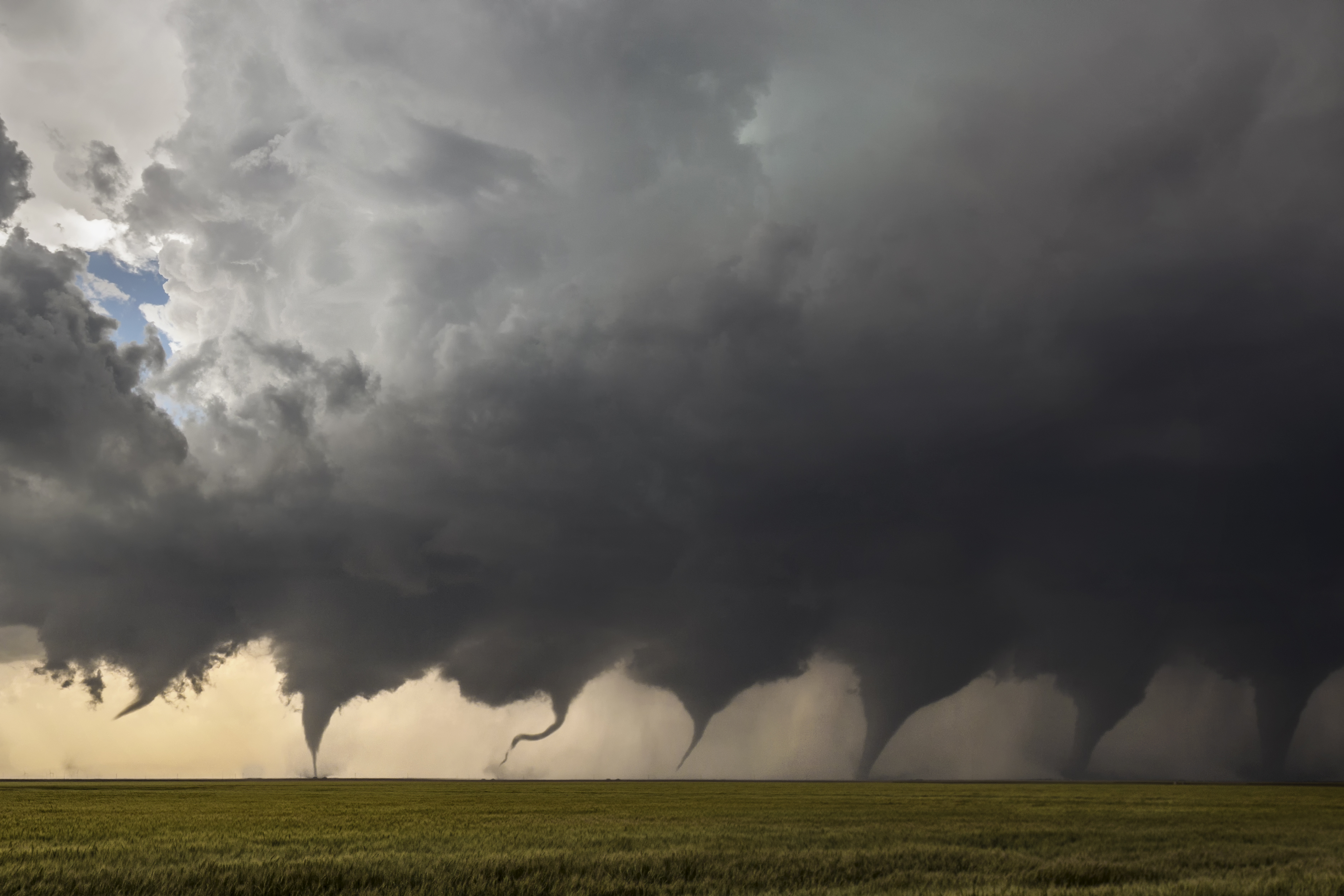
Эволюция торнадо: коллаж из 8 фотографий, иллюстрирующий возникновение смерча в Канзасе («Изображение года — 2018»)
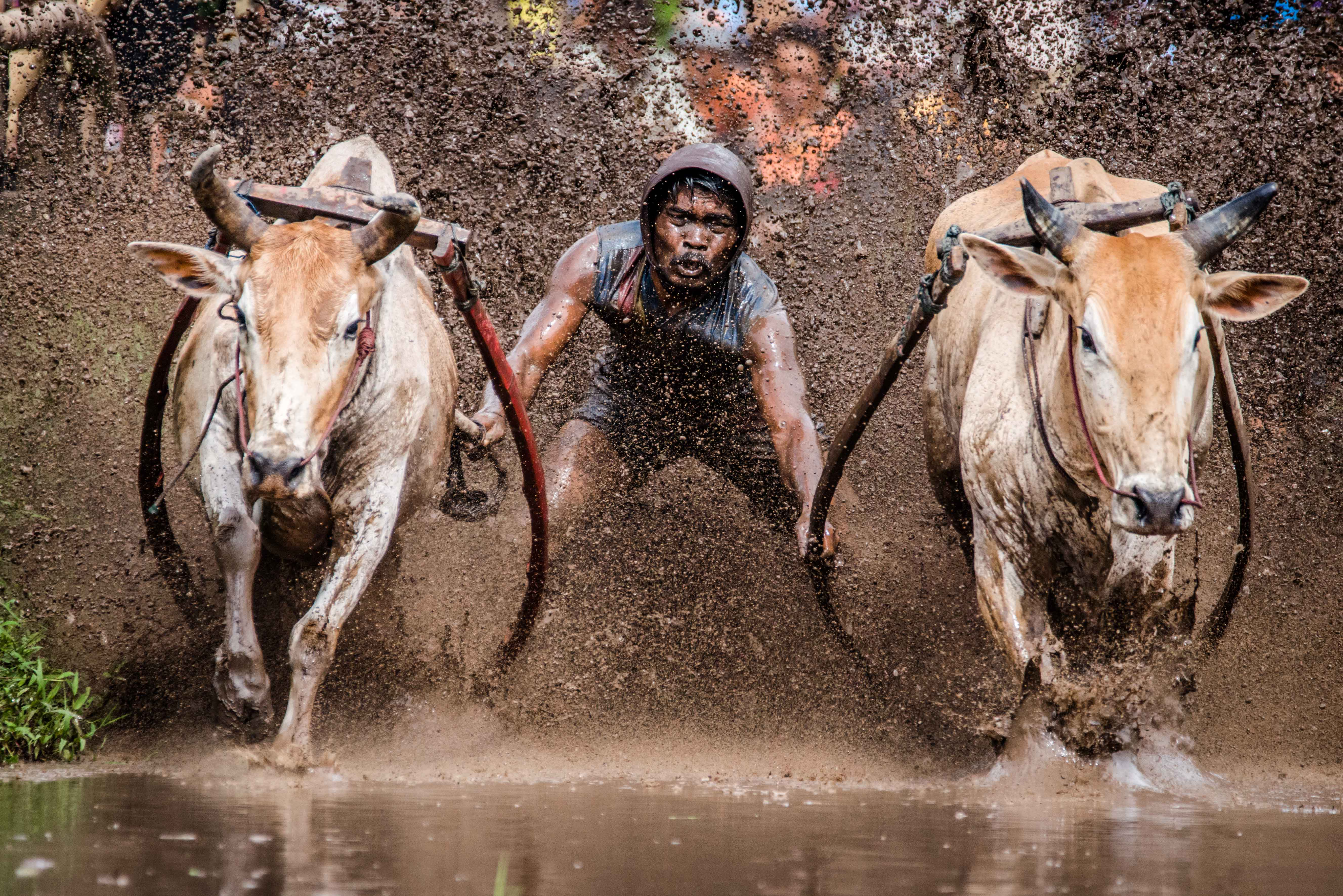
Два быка бегут, в то время как жокей держит их в гонке pacu jawi  («Изображение года — 2019»)
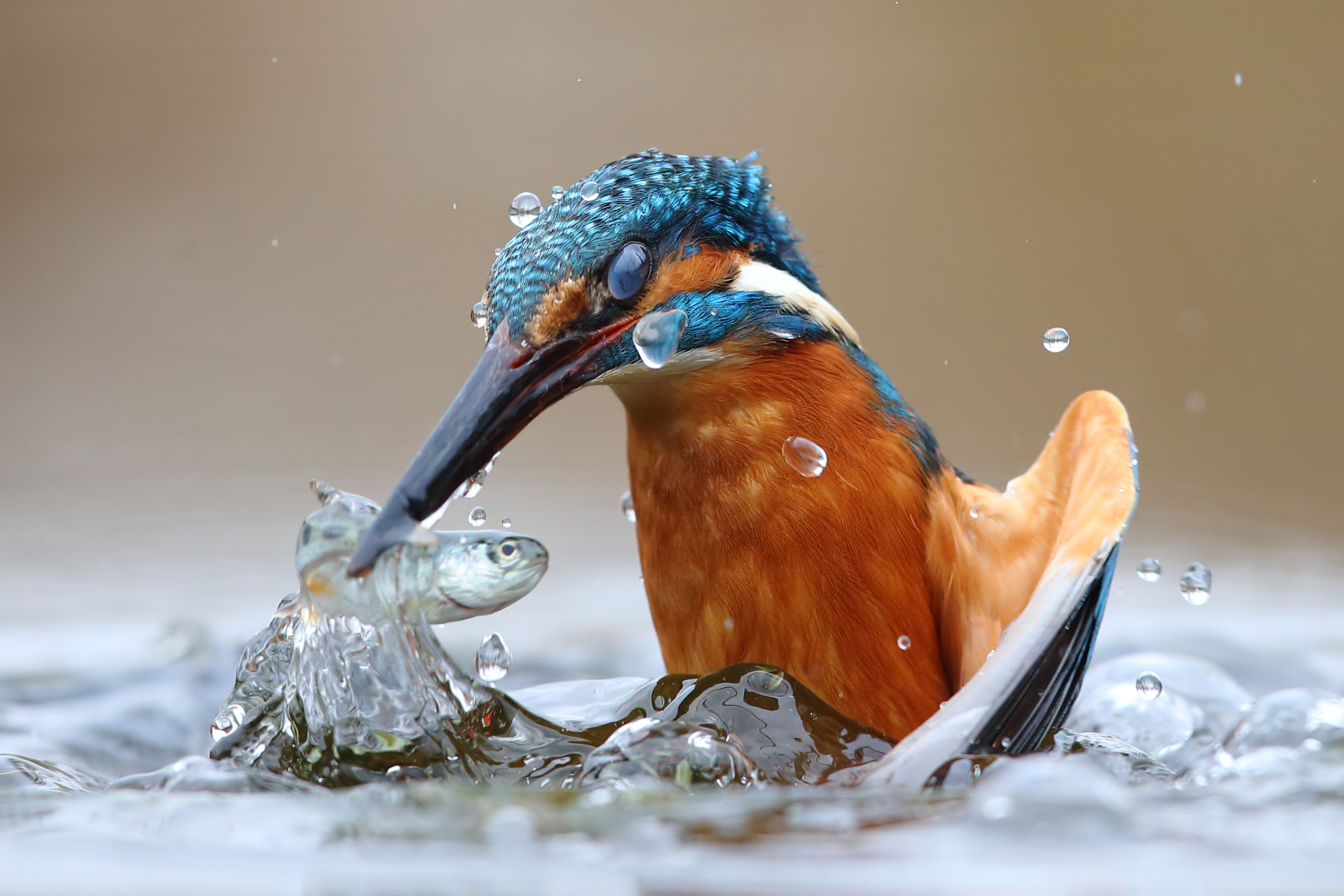
Зимородок обыкновенный (Alcedo atthis), охотящийся в воде. Природные заповедники и прилегающие территории пояса реки По, провинции Верчелли, Пьемонт, Италия («Изображение года — 2020»)
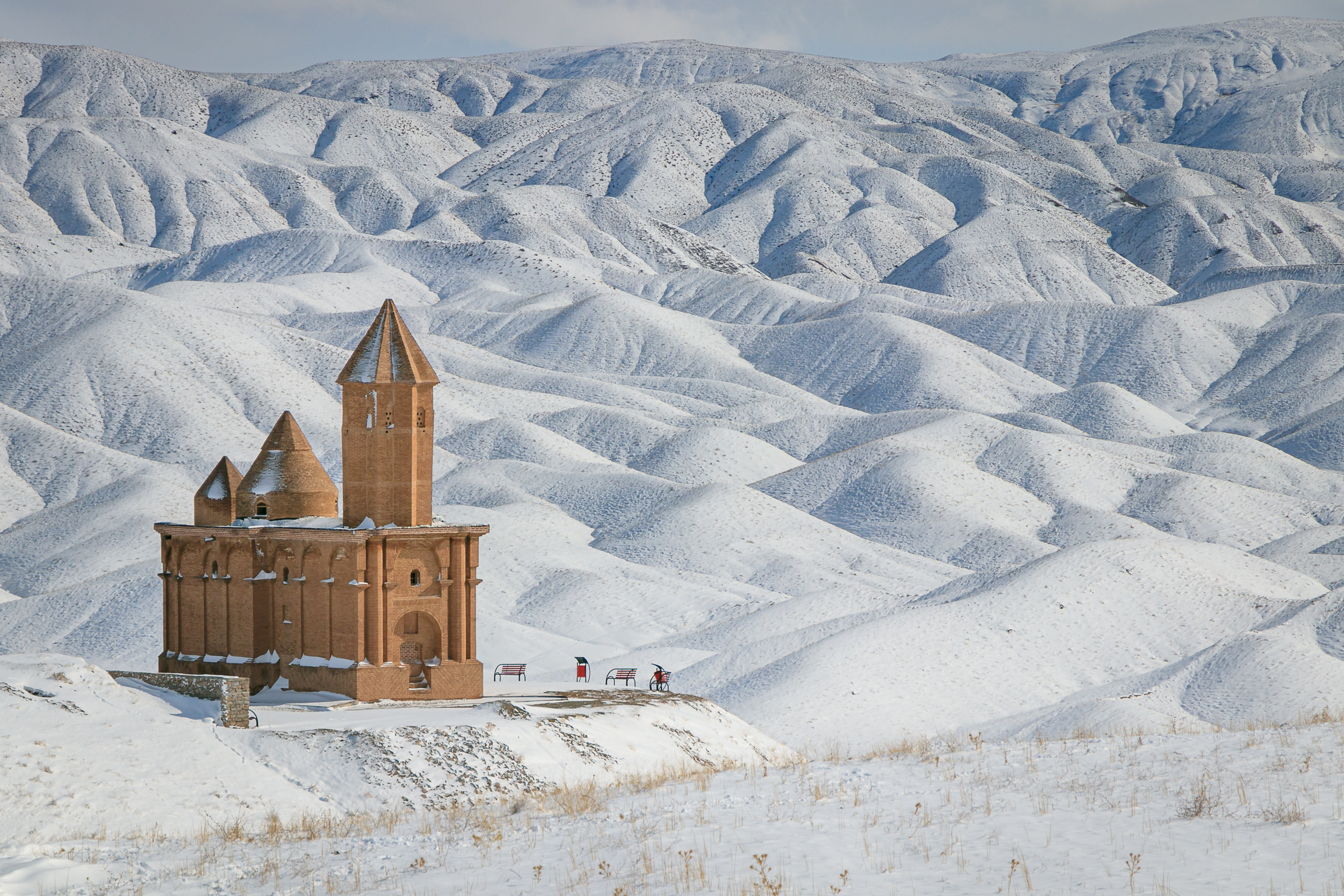
Храм Святого Иоанна в Сороле — армянская католическая церковь V или VI века в Сороле (Шабестар, Иран). («Изображение года — 2021»)
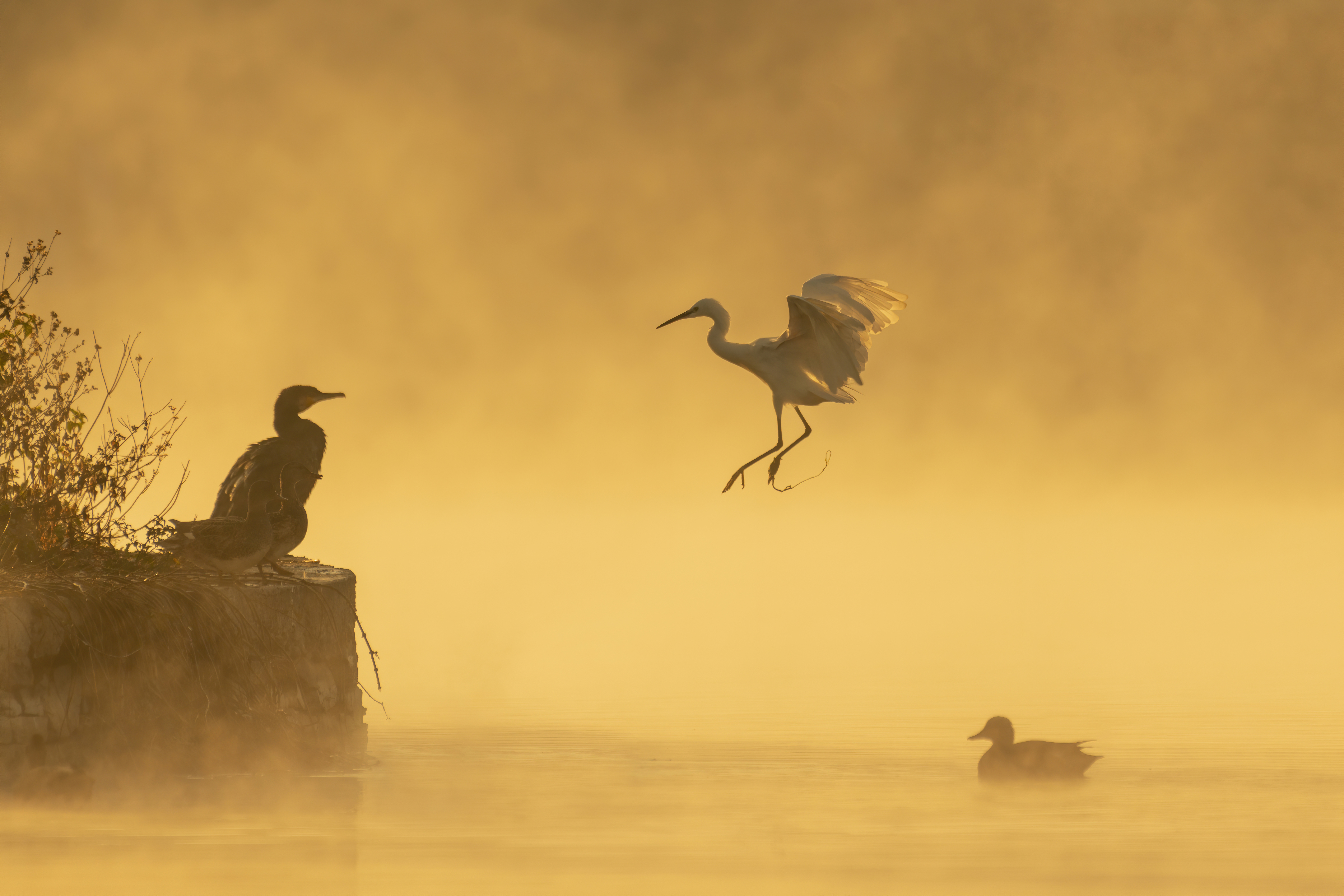
Большой баклан (Phalacrocorax carbo), малая белая цапля (Egretta garzetta) и серая утка (Mareca strepera) на озере Таудаха в Непале. («Изображение года — 2022»)